# Olympische Jugend-Sommerspiele 2014/Teilnehmer (Tonga)
| Gelbes Symbol für Goldmedaillen mit stilisierten Olympischen Ringen | Graues Symbol für Silbermedaillen mit stilisierten Olympischen Ringen | Braundes Symbol für Bronzemedaillen mit stilisierten Olympischen Ringen |
| ------------------------------------------------------------------- | --------------------------------------------------------------------- | ----------------------------------------------------------------------- |
| —                                                                   | —                                                                     | —                                                                       |

Die Jugend-Olympiamannschaft aus Tonga für die II. Olympischen Jugend-Sommerspiele vom 16. bis 28. August 2014 in Nanjing (Volksrepublik China) bestand aus drei Athleten. Sie konnten keine Medaille gewinnen.

## Athleten nach Sportarten

### Bogenschießen
Mädchen
- Lucy Tatafu
Einzel: 17. Platz
Mixed Doppel: 9. Platz (mit Andreas Mayr  Deutschland)

### Gewichtheben
Jungen
- Chirk Manzo
Klasse bis 77 kg: 10. Platz

### Schwimmen
Mädchen
- Calina Panuve
50 m Freistil: 47. Platz (Vorrunde)
50 m Rücken: 38. Platz (Vorrunde)